# آدم بين عزرا
آدم بين عزرا هو ملحن إسرائيلي، ولد في 18 ديسمبر 1982 في تل أبيب في إسرائيل.

## وصلات خارجية
- آدم بين عزرا على موقع ميوزك برينز (الإنجليزية)
- آدم بين عزرا على موقع ديسكوغز (الإنجليزية)